# Anba-Pola-Kloster

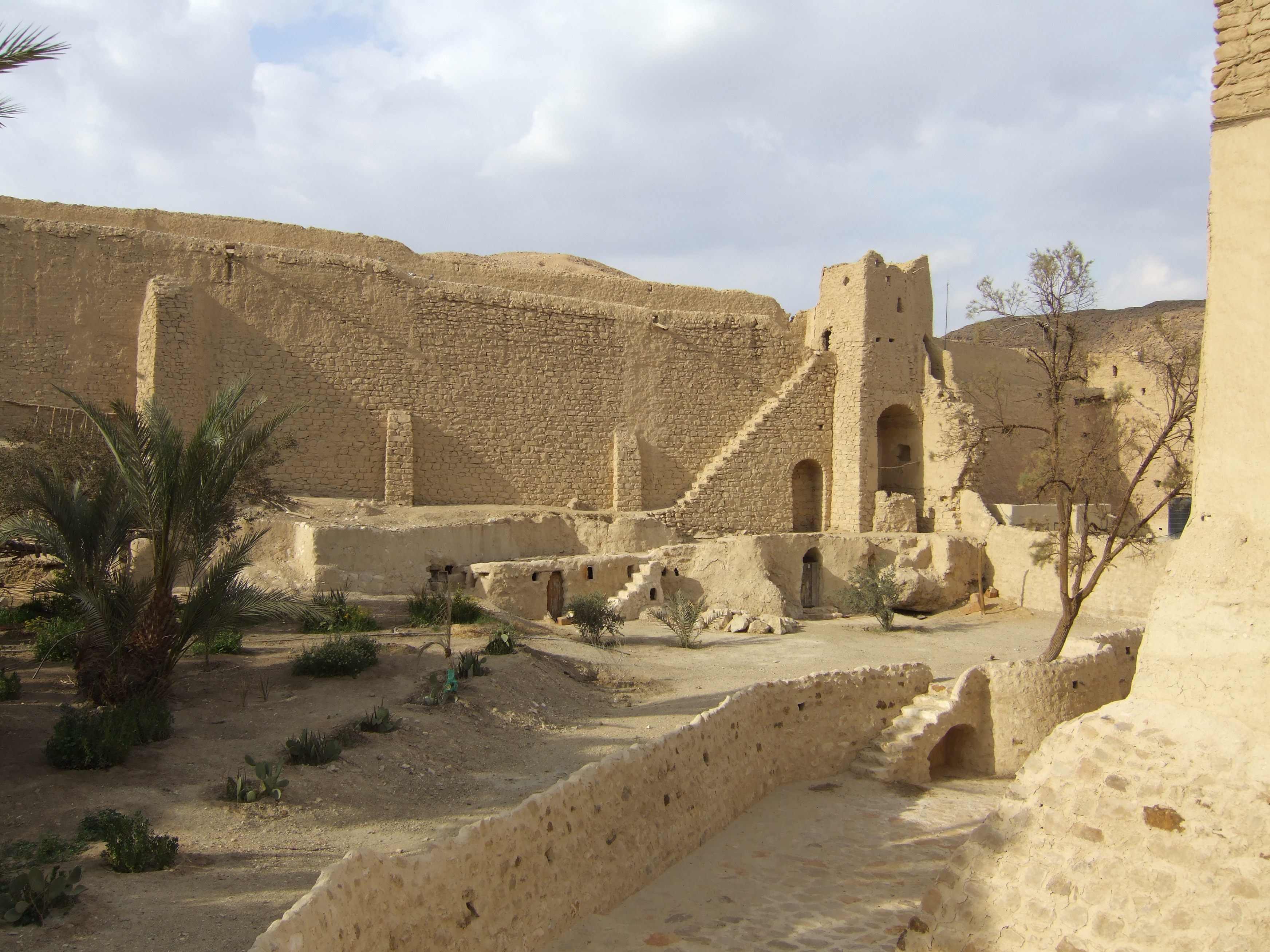
Das Anba-Pola-Kloster

Das Anba-Pola-Kloster ist ein koptisches Kloster in Ägypten, benannt nach Paulus von Theben, der als erster christlicher Asket in Ägypten gilt. Der festungsähnliche Bau ist der Tradition nach im 4. Jahrhundert entstanden und liegt in der Ostwüste nahe dem Roten Meer, genauer am Fuß des südlichen Al-Galala-Berges bei El-Safrana. Paulus soll das Kloster 70 Jahre lang bewohnt haben.
Innerhalb der Festung gibt es mehrere Kirchen, die sogenannte „Alte Kirche“, die Abo Sefeen-Kirche und die El Mamlak-Kirche. Letztere wurde 1777 mit zwölf Kuppeln gebaut. Die Bibliothek des Klosters besitzt 764 Handschriften.